# Caithness

Flaga

Caithness (gael. Gallaibh) – hrabstwo historyczne na północno-wschodnim skraju Szkocji, w granicach współczesnego hrabstwa Highland. Na północy opływa je Ocean Atlantycki, na wschodzie i południu – Morze Północne, na zachodzie znajduje się hrabstwo Sutherland. Cieśnina Pentland Firth odgradza je od Orkadów. Znajduje się tu najbardziej na północ wysunięty punkt wyspy Wielka Brytania – przylądek Dunnet Head.
W południowo-zachodniej części hrabstwa znajduje się płaskowyż, położony około 300 m n.p.m., łagodnie opadający w kierunku północno-wschodnim. W obrębie płaskowyżu znajduje się kilka szczytów górskich, z których najwyższy (Morven) liczy 706 m n.p.m. Krajobraz zdominowany jest przez torfowiska. Znaczna część wybrzeża, zwłaszcza na północy, jest klifowa.
Znajdują się tu ślady ludzkiej działalności z epoki neolitu – kamienne kopce, menhiry i grodziska. W średniowieczu przez długi czas obszar ten znajdował się pod panowaniem norweskim. W XIX wieku podstawę lokalnej gospodarki stanowiło kamieniarstwo i rybołówstwo, w szczególności połów śledzi.
Głównymi miastami są Wick i Thurso.